# 日中国会議員書画展実行委員会
日中国会議員書画展実行委員会（にっちゅうこっかいぎいんしょがてんじっこういいんかい）は、『日中国会議員書画展』を実行して、日中両国の科学技術、経済、貿易、芸術、福祉、人材交流に関する事業を行い、日中両国の友好と親善に努め、両国の互いの発展に寄与することを目的として設立された団体である。

## 概要
2006年に 東京都（生活文化局）所轄のNPO法人となり、同年に第一回『日中国会議員書画展』を北京と東京で開催。以降、中国国家海洋局所属の海洋調査船が尖閣諸島海域で2008年に領海侵犯を行う、いわゆる尖閣諸島問題の影響から書画展が中断された。2014年に朱元曾理事長、桐生孝志会長、松尾伸也事務局長という体制で再興したが、2019年7月にNPO法人として解散したため、その後は任意団体として松尾伸也理事長、朱元曾会長の体制で再出発した。

## 沿革
- 2006年4月　： 特定非営利活動法人日中国会議員書画展実行委員会を設立。
- 2006年7月　： 中国(北京)博物館にて、第一回『日中国会議員書画展』を開催。
- 2006年11月 ： 東京(霞が関)にて、第一回『日中国会議員書画展』を開催。
- 2014年12月 ： 会長及び役員の一新を機に、新たに第一回として、懇親会を実施。
- 2019年7月  ： NPO法人としての解散。
- 2021年3月  ：「任意団体　日中国会議員書画展実行委員会」として役員体制を一新し再始動。

## 役員一覧
- 理事長  ： 松尾伸也 　　 廣東熊何律師事務所（広東くま法律事務所）顧問 / 澳門睿思貿易有限公司顧問
- 会長 ： 朱元曾 　　 中国科学探険協会 常務理事 / NPO法人 日中協力中心 理事長

## 絵画展協力者と作品名
- 一誠（中国仏教協会名誉会長）- 世界和平（書）
- 王玉珏（広東省絵画画家）- 書画
- 王巨才（中国共産党員、延安民事行政委員副書記、陝西省委員会広報大臣）
- 王成喜（全国政協委員、中国美術家協会理事、中国書法家協会会員）- 雪月花（書画）
- 王懐俊（中国工芸美術大師、中国芸術陶磁研究員、中国工芸美術協会理事）
- 盧中南（中国書法家協会理事、全国政協委員、楷書委員會委員、中国人民革命軍事博物館設計所所長・研究館員）
- 盧瑞華（中国国際経済交流センター元副理事長、中山大学管理学院名誉委員長）
- 白暁軍（中国政公党党員、中国桂林市第一、第二正協副主席、広西師範大学副学長）
- 申萬勝　・江家福　・朱增泉　・朱乃正　・孫希岳　・季成日　・楊力舟　・楊匡滿　・蘇士澍　・邵華澤　・武春河　・何申　・沈鵬　・張海　・張賢亮　・張立辰　・張文彬　・張會軍　・張卓　・陳醉　・范敬宜　・郁鈞劍　・鄭軍里　・趙麗宏　・段成桂　・姜昆　・鈕茂生　・賈平凹　・袁行霈　・徐慶平　・徐錫澄　・康成元　・康金成　・韓美林　・韓書力　・覃志剛　・程熙　・釋明生　・舒乙　・翟泰豊　・譚仲池

日本の出展者
- 羽田孜 （元内閣総理大臣、民主党顧問）-　躾（書）
- 冬柴鐵三（元衆議院議員、公明党幹事長、国土交通大臣。公明党常任顧問など）
- 武部勤 （自由民主党元幹事長、自民党山崎派）-　晴雨同舟（書）
- 二階俊博（自由民主党所属の衆議院議員、自民党二階派、衆議院予算委員長など）
- 角屋堅次郎（日本社会党所属の元衆議院議員）-　温慈恵和（書）
- 古賀一成（民主党元衆議院議員、衆議院国家基本政策委員長など）- 熟慮断行（書）
- 鳩山由紀夫（元内閣総理大臣、民主党元衆議院議員、衆議院国家基本政策委員長など）- 友愛（書）
- 福島瑞穂（社会民主党所属の参議院議員、社会主義インターナショナル副議長など）- 愛と平和（書）
- 海江田万里（立憲民主党所属の衆議院議員、元民主党政調会長など）- 漢詩（書）
- 江田五月　・山崎拓　・佐藤錬　・寺田稔・鍵田忠兵衛　・仙谷由人　・大畠章宏　・藤末健三